# La Calera (Córdoba)
La Calera  está en la provincia de Córdoba, Argentina. Su primer intendente se fue el Dr. Octavio Ezequiel García. Está ubicada en el departamento Colón, a 9 km de la ciudad de Córdoba, es conocida como "Portal de las sierras chicas", en la zona de contacto del piedemonte oriental de las Sierras Chicas con la Llanura Pampeana, y forma junto con la ciudad de Córdoba y un puñado de localidades más el Gran Córdoba, dentro del que La Calera es la localidad más poblada detrás de la urbe principal. En 1970, en el marco de la violencia que marcó la década, la ciudad fue copada por un comando montonero, en lo que se denominó la Toma de La Calera.

## Barrios urbanos y localidades del municipio
La ciudad de La Calera tiene su sector céntrico ubicado en la margen izquierda (norte) del río Suquía, junto con los barrios: Maipú, COVICO, 25 de mayo, Los Filtros, La Campana, 9 de Julio, La Isla. Al sur del río se encuentran los barrios: Calera Central, Villa Los Paraísos, Stoecklin (considerado el barrio residencial por excelencia de la ciudad), Industrial el más poblado, Dr. Cocca, Altos de La Calera y Los Prados. Al este de la Sierra Chica, se encuentra el barrio Cuesta Colorada, colindante con la ciudad de Córdoba. Sobre la misma sierra, además se ubican una serie de barrios residenciales cerrados; entre ellos: Cinco Lomas, La Rufina, La Pankana, El Rodeo, Alto Warcalde, El Calicanto, La Cuesta, La Estanzuela y Terrazas de La Estanzuela. Los cuales en conjunto conforman los límites del Ejido Municipal hacia el Este y Sur de la ciudad. Esta enorme cantidad de barrios de carácter residencial, le otorgan a la ciudad el apodo de "Ciudad Dormitorio", ya que debido a las cercanías a la capital, un gran porcentaje de los habitantes se traslada hacia la Ciudad de Córdoba para trabajar y luego regresan al final del día.
Dumesnil, es un barrio ubicado al norte de la ciudad. Tiene más de 3500 habitantes, que suman en total 33.500 pobladores que registra el Censo Nacional de Población del año 2010, como integrantes del área metropolitana "Gran Córdoba".
El municipio de La Calera tiene un ejido mucho más amplio (128 km²) que comprende al menos dos localidades censales menores: El Diquecito (859 habitantes) y Casa Bamba (93 habitantes), situadas 6 y 15 km al oeste, respectivamente, río arriba. Sumadas las cuatro localidades censales referidas, totalizan 25.748 habitantes, que es la población que el municipio tenía en 1991.
El Censo Provincial de Población 2008, que midió los ejidos municipales y comunales completos, registró 30.339 habitantes.Aunque en la actualidad (2023), la población ha crecido a cerca de 50.000 habitantes.

## Turismo

### Capilla Vieja
Los jesuitas adquirieron la estancia en 1724, que se extendía al sur de río Suquía teniendo como límite hacia el este el actual arroyo "La Cañada", y como límite oeste la estancia llamada "La Estanzuela".
La estancia que estaba al norte del río también se llamaba "Estancia de La Calera", siendo sus propietarios la familia de José Norberto de Allende y sus descendientes.
En la estancia comprada por los jesuitas ya existía una pequeña capilla, que éstos amplían y a la que le agregan hacia el oeste una dependencia destinada a vivienda, por lo que hoy se la denomina "La Casa de los Curas". También, hacia el sur construyeron un habitación más pequeña, hoy en estado sumamente ruinoso, posiblemente destinada a depósito o biblioteca.
El primer casamiento registrado en "La Capilla de La Calera" data de 1727, estando asentado en un libro de actas que actualmente se encuentra en el Archivo del
Arzobispado de Córdoba.
En 1776 los jesuitas fueron expulsados por el rey de España de todas las colonias españolas de América, haciéndose cargo de todas sus posesiones las llamadas "Juntas de Temporalidades", quienes realizaron un detallado inventario de todos los bienes y mobiliario existente en La Capilla Vieja, que son llevados a iglesias y conventos de la capital, inventario que puede leerse en el libro "La Villa de La Calera", escrito por el Padre Eladio Diez en 1948.
Entre los bienes perdidos figura una imagen de la Virgen del Rosario, hoy Patrona de la ciudad de La Calera, que era una talla en madera originaria de las misiones jesuíticas del litoral.
En 1800 compró dicha estancia el presbítero José Noble Canelas, quien construyó el Molino Viejo.
A comienzos de la década de 1970 todo el conjunto de los edificios de La Capilla Vieja estaban muy deteriorados, pero gracias al trabajo de "Los Amigos de La Capilla Vieja" se logró que el Gobierno de la Provincia aportara fondos y mano de obra especializada para el rescate de las ruinas, además del intenso trabajo realizado por muchos calerenses, entre los que se destacaron Miriam Bourdichón y Vilma Vergara.
En 1996 el Ing. Sergio Ismael Romero presentó ante el Concejo Deliberante de la ciudad una denuncia sobre la existencia en una vivienda particular de La Calera, de una reja de una ventana perteneciente a la Casa de los Curas. Si bien esta reja no ha sido restituida a donde pertenece se realiza un seguimiento para que la misma no sea removida del lugar en donde hoy se encuentra.

### Molino Doble
Alrededor del año 1800 el presbítero Noble Canelas compró lo que fuera la “Estancia de La Calera” de los jesuitas hasta 1776.
Noble Canelas hizo construir un molino harinero cuyos restos podemos ver hoy en la esquina de la Ruta E-55 y calle Simón Bolívar.
Este molino era el típico molino hidráulico español, que aprovechaba la fuerza del agua para generar el movimiento rotatorio de ruedas con paletas. La estructura presenta claramente dos pisos o niveles.
En el piso superior, que está sobre el nivel del suelo, se ve un recinto rectangular con techo abovedado hecho de ladrillos. En esta habitación se realizaba la molienda propiamente dicha, para lo cual se utilizaban dos ruedas macizas de piedra de alrededor de un metro de diámetro. Las ruedas se colocaban una encima de la otra separadas por un pequeño espacio que era regulable. Una de las ruedas, la superior, era fija, mientras que la inferior era móvil girando alrededor de su eje central. El grano se introducía por un orificio hecho en el centro de la rueda fija y era molido por el frotamiento de ambas molas al girar la rueda inferior.
En el piso inferior, bajo el nivel de piso, estaba una rueda de madera con paletas que giraba al golpear el agua en las mismas. Este movimiento era transmitido mediante un eje a la rueda de piedra móvil del piso superior. Hay indicios de que el Molino Viejo contaba con dos conjuntos de molienda en el interior del recinto techado, además de presentar posibles emplazamientos de conjuntos menores en la parte exterior.
La fuerza motriz la generaba una corriente de agua. Este molino tenía dos suministros de la misma.
El primero y principal provenía de un canal cuya toma de agua estaba en lo que hoy llamamos “Las Bateas”. Este canal corría paralelo al cauce del río hasta la altura de la Capilla Vieja, donde ingresaba a un gran estanque que estaba donde hoy existe una estación de servicio. Parte de los restos de este canal pueden verse en la margen derecha del río aguas debajo de un conocido complejo turístico.
Desde el estanque el agua ingresaba al molino mediante un canal cuyas paredes están aún hoy sobre la vereda de la calle Los Paraísos. Son visibles en sus flancos las hendiduras por las cuales se deslizaban las compuertas.
El agua así ingresaba al piso inferior del molino a través de dos aberturas en forma de arco, perfectamente observables hoy en día, y se dirigía hacia las dos ruedas de madera con paletas. El paso del agua originaba el movimiento de las ruedas quienes a su vez movían a las molas.
La otra fuente de agua provenía de un arroyo que nacía en lo que hoy llamamos “Campito Bourdichón”. Este arroyo, que actualmente atraviesa barrio Stoecklin, conformaba un pequeño estanque en el espacio verde delimitado por las calles Simón Bolívar y Los Paraísos.
El Molino Viejo también es llamado “Molino Doble”, aunque se discute si la causa de esta denominación se debe a la doble maquinaria que había en su interior o la doble alimentación de agua.
El funcionamiento del molino implicaba el trabajo de numerosas personas. Además del Jefe Molinero, quien dirigía el proceso directo de la molienda, estaban sus ayudantes inmediatos dentro del recinto. Afuera tenía que haber operarios que controlaran las compuertas para moderar el flujo del agua, además de contar con personal que mantuviera libre de obstrucciones los canales que abastecían los estanques.
Las ruedas de piedra se desgastaban rápidamente con el uso, había que retocarlas continuamente para que mantuviesen la superficie adecuada, por lo que era necesaria la presencia de picapedreros, que a su vez tallaban molas de repuesto.
El mantenimiento de las ruedas de madera requería de la mano de obra de carpinteros, y las partes metálicas de la maquinaria eran conservadas por herreros, lo que ocasionaba que en torno del funcionamiento del molino se congregaran muchos esfuerzos.
Las tareas especializadas eran desempeñadas fundamentalmente por españoles, y las menos calificadas por criollos e indígenas.
Lo emplazamientos de ruedas menores y restos de canales en la zona de la Capilla Vieja indican la presencia de talleres en los que quizás se utilizaban otras máquinas hidráulicas.
Teniendo en cuenta que en esa época los molinos eran tecnología de punta, nuestro Molino Viejo en asociación con sus similares cercanos, como eran el Molino de Torres en Villa Warcalde y con un molino cuyos restos apenas asoman del suelo en las cercanías del estadio Mario Alberto Kempes, constituyeran un gran núcleo de la actividad de la molienda, quizás el más importante de la provincia, siendo el Molino Viejo el más complejo de los tres.
El Molino Viejo estuvo en funcionamiento hasta cerca de 1850, cuando la aparición de las máquinas a vapor le dejaron obsoleto.
Por fortuna, hoy tanto el Molino como La Capilla cuentan con una reja perimetral que los resguarda del vandalismo, quedando mucho por descubrir y estudiar en estos dos edificios que son los principales íconos de nuestra historia.
Fuentes:
“La Villa de La Calera”, Padre Eladio Diez.
“La primera y aristocrática villa de veraneo de Còrdoba”. Padre Grenón.
Trabajos y Conferencias de Jorge Alievi y Josefina Piana.
Investigaciones y observaciones del Ing. Sergio Ismael Romero.

### Museo de Bellas Artes Ricardo Pedroni
El pintor Ricardo Pedroni fue su fundador en 1963. En el año 1985 se le impuso su nombre. Pedroni (1915-1969) es uno de los pintores cordobeses de mayor reconocimiento junto a otros artistas de su época tales como Egidio Cerrito, Luis Videla, Carlos Alonso, Giovanni Bressanini, Mónaco, Robirosa Antonio Pedone, etc., con quienes mantuvo amistad y compartió experiencias. Este centro cultural funciona actualmente en Av. San Martín y Costanera. Atesora obras de Cerrito, Borgarello, Malanca, Seguí y la obra completa sobre la leyenda del Indio Bamba realizada por José Alberto Gómez en la técnica de esgrafiado. El museo cuenta con más de 100 obras de arte, todas donadas por sus autores.

### Parque Hotel
El 17 de octubre de 1871, el presidente Domingo Faustino Sarmiento llega a Córdoba a inaugurar la Primera Exposición Industrial, en esa oportunidad es invitado a La Calera. El motivo del viaje a esta ciudad es inaugurar el primer hotel de Turismo de la Provincia de Córdoba.
Este hotel fue declarado de Interés Provincial el 29 de mayo de 1985 por Decreto N.º 2449.
Hoy en día es casa de familia Torres/Castro.

### Tren de las Sierras
La Calera esta ligada sin lugar a dudas al Tren de las Sierras. Las primeras casonas de la ciudad se construyeron alrededor de la Estación de Trenes, ubicada en la Avenida Rivadavia.y

### El Chorrito
Realizado en 1898, idea del Dr. Tornú, para abastecer de agua potable a la ciudad.

### Dique Mal Paso
Entre 1884 y 1886 se construyó esta presa, con carácter experimental, para evaluar la calidad de las cales cordobesas con las cuales tiempo después se construiría el primer paredón del Dique San Roque. Es un sitio ideal para la recreación.
Cabe recordar que este dique, después de 120 años de resistir las distintas crecidas del río Suquía y el paso del tiempo, aún se mantiene en uso y, aunque sus canales ya estén casi en desuso, todavía abastece de agua de riego a los canales maestros (norte y sur) de la ciudad de Córdoba.
El Dique Mal Paso se ideó como una manera de regular las crecidas del río Suquía además de proporcionar riego a los alrededores de Córdoba Capital. Su nombre se debe a que en ese sector existía un paso en el río que no era muy fácil de sortear.
El proyecto corrió por cuenta del ingeniero francés Esteban Dumesnil y compartió la construcción del mismo con Juan Bialet Massé, quien en Punilla había comenzado a fabricar cales de propiedades extraordinarias.
Paralelo a la construcción del Mal Paso marchaba la del Primer Dique San Roque, dirigida por el Ing. Carlos Cassafousth, en donde el papel del primero era el de ser un banco de pruebas para lograr llevar a buen término el segundo, de mucha más envergadura.
Para construir el Mal Paso fue necesario erigir en La Calera El Puente de los Suspiros, que permitió llevar los materiales necesarios de manera eficiente. Este puente, así como la Iglesia de La Calera son diseños del Ing. Carlos Cassafousth.
El dique Mal Paso se inauguró oficialmente el 9 de julio de 1887, con la presencia de sus constructores y del gobernador Augusto Gavier. En las fotografías de la época se puede ver que todavía no se había tendido el puente superior. El hecho atrajo a periodistas de todo el mundo.Los canales Maestro Norte y Sur presentaban en algunos sectores de Saldán y Villa Warcalde, hermosas arcadas que hacían recordar a los acueductos de los romanos.
Poco duró la felicidad para el Ing. Dumesnil, ya que no pudo cobrar sus honorarios y le inició un largo conflicto judicial al Estado Provincial. Al año siguiente se le agregó el puente peatonal que corona toda su extensión, apreciándose en las fotografías que sus barandas de madera son exactamente iguales a las del Dique San Roque y a las del Puente de Los Suspiros, lo que demuestran que forman parte de un mismo proyecto constructivo.
En cercanías a 1940 las hermosas barandas de madera fueron cambiadas por otras menos elegantes de caños, cambio que también sufrieron las del Puente de Los Suspiros. Además de proveer de riego mediante los canales, el Mal Paso generó un espejo de agua en las que se aclimataron numerosos especies de aves acuáticas. En este pequeño dique olvidado hasta por los mismos calerenses se ve el genio progresista de sus constructores.
Fuentes:
“La villa de La Calera”, Padre Eladio Diez.
Archivo Fotográfico del Ing. Sergio Ismael Romero.

### Usina Bamba
Puede decirse que el nacimiento de la energía eléctrica de origen hidráulico nació aquí en La Calera. En su extenso ejido municipal que abarca desde el mismo Dique San Roque hasta el Dique Mal Paso, se encuentran las primeras centrales hidroeléctricas de Sudamérica.
Si bien hay antecedentes de una pequeña central experimental en Mendoza, y de otra central construida por Bialet Masse para suministro propio, la primera central hidroeléctrica que abasteció a una red pública en Sudamérica fue la Usina Bamba.
Ubicada sobre la ruta E-55 pocos metros antes de comenzar la llamada “Curva de la Herradura”, fue construida en dos etapas.
La primera se terminó en 1896, habilitándose dos generadores de origen suizo de marca Escher-Wyeiss, que eran movidos por turbinas tipo Pelton alimentadas por un desnivel de agua de unos treinta metros.
El agua provenía de un pequeño embalse cuyos restos aún están en el cauce del río del otro lado de la montaña. Para llegar hasta el mismo hay que descender desde el final de la Curva de la Herradura, donde hasta hace poco existía un puesto de venta de artesanías. Este embalse tenía unos tres metros de altura solamente, pero proporcionaba lo necesario para que el agua entrara en un túnel excavado en la roca viva y alimentara los tubos que se ven sobre la central del otro lado de la montaña.
En 1897 se agregaron dos generadores más, para lo cual se amplió el edificio original, siendo ambas construidas en piedra de la zona.
Las dos etapas de construcción son claramente visibles porque la primera tiene una terminación más rústica que la segunda, en donde se observa un trabajo más delicado en los bloques de piedra.
La Usina Bamba aportó energía en un principio para la flamante red de tranvías eléctricos de Córdoba Capital, estando en funcionamiento hasta la década de 1950.
Lamentablemente la central fue dejada en el olvido y el vandalismo se ocupó de ella. Numerosos elementos históricos en cuanto a lo técnico se perdieron para siempre, sin contar con las vivencias humanas de quienes trabajaron allí hasta último momento. Solamente quedaron las moles de los generadores, que por su propio peso se niegan a abandonar el lugar.
Actualmente sigue en vigencia un plan de la E.P.E.C. para recuperar esta usina como un museo.
Fuentes:
“La Villa de La Calera”, Padre Eladio Diez.
Archivo Fotográfico y personales del Ing. Sergio Ismael Romero.

### Usina Molet
La primera etapa fue construida entre 1900 a 1902 cuando era una fábrica de carburo de calcio, siguiéndole varias ampliaciones, la principal en el año 1910, época en que toda su producción de energía se destinaba para abastecer a la ciudad de Córdoba. Desde el 18 de mayo de 2005 es el Museo Usina Molet.
Alfred Molet fue un ingeniero químico francés, nacido en Cattenières en 1850 y fallecido en Buenos Aires en 1917. Emigrado a la Argentina, fue dueño de una fábrica de conservas y explotó una mina de calcio. En 1899 fundó la Compañía Molet de Carburo de Calcio, al frente de la cual solicitó la concesión de un permiso para construir una fábrica de carburo de calcio junto al río Primero, donde podía obtener energía hidroeléctrica para la fabricación del carburo. Para ello aprovechó la fuerte pendiente del río en un largo meandro entre las sierras, construyendo una pequeña represa que desviaba parte del caudal del río a una central o usina hidroeléctrica, el actual Museo Usina Molet.
Tras instalar la primera turbina, Molet tuvo conflictos con sus socios y vendió las acciones de la empresa en 1902, para después dedicarse a la construcción de ferrocarriles y obteniendo una autorización para construir líneas ferroviarias en Corrientes y Misiones. Ya sin la dirección del ingeniero francés, la empresa Molet amplió sus instalaciones con dos turbinas nuevas, y comenzó a vender la energía eléctrica sobrante a la ciudad de Córdoba; cuando la fábrica de carburo cerró, la usina continuó produciendo electricidad hasta los años 1960, cuando la construcción de la Central Hidroeléctrica San Roque comenzó a captar la totalidad del agua del río Primero.
La central estuvo abandonada hasta principios del siglo XXI, cuando lo que quedaba de la usina fue reacondicionada por la Empresa Productora de Electricidad de Córdoba (EPEC), que abrió allí el museo que funciona en la actualidad.

### Usina La Calera
Está ubicada en el llamado barrio Calera Central en La Calera. Esta usina entró en funcionamiento en 1910, siendo para esa época una obra de gran magnitud.
La usina se ubica en la falda este de una elevación en cuya cima se construyó un inmenso tanque a cielo abierto de forma oval de 75 metros de largo por 45 metros de ancho, con unos seis metros de profundidad, en cuyo embalse se almacena el agua que alimenta las turbinas de la usina.
Pero lo más notable es que el agua que llega al tanque proviene de una toma de agua ubicada unos cinco kilómetros aguas arriba sobre el río Suquía. Esta toma está a un costado del embalse conocido como “El Diquecito”. Sobre el costado derecho de este pequeño dique nace un canal, que luego entubado en un caño de tres metros de diámetro llega hasta el tanque y conduce el agua por gravedad. Los generadores de la usina La Calera son similares a los de la usina Bamba, es decir marca Escher-Weyss, pero de modelo más moderno.
Esta usina funciona desde 1910 ininterrumpidamente, con todos sus elementos originales, constituyendo un verdadero museo tecnológico viviente. Deben ser pocos los casos en el mundo de usinas que tengan cien años de servicio continuado, lo que demuestra la nobleza de los materiales con que fueron construidas. Una vez que el agua pasa por las turbinas el agua es conducida hacia el río mediante el canal de Calera Central. Cien metros agua debajo de la usina se encuentra la toma de agua para la planta de potabilización Suquía en Lomas de La Carolina.
Recordemos que el 12 de marzo de 2000 la usina La Calera sufrió una inundación que cubrió su interior con casi dos metros de agua. En pocos menos de tres semanas la usina entró nuevamente en funcionamiento, lo que hubiera sido imposible con una central que hubiese tenido equipos electrónicos.
La usina La Calera fue la última de las grandes obras hidráulicas de finales de siglo XIX y comienzos del siglo XX que trasformaron a La Calera. Estas fueron:Puente de Los Suspiros (1896), Dique Mal Paso (1887), Dique San Roque (1888), Usina Bamba (1896), Dique Mollet (1902), Usina La Calera (1910).

### Parques Recreativos
Parque de la Familia
Parque Icardi
Parque Dumesnil
Plaza 12 de octubre

### Festival del Lomito
El sábado 23 y domingo 24 de marzo de 2019 se realizó la primera edición del Festival del Lomito, en el nuevo Parque Dumesnil. Con grandes artistas en escena como Los Manseros Santiagueños, el mejor cuarteto con “El Loco” Amato. Para el día domingo, los más chiquitos podrán disfrutar de las genialidades de Piñón Fijo y un gran cierre con el cuarteto, de la mano del exitoso grupo Q'lokura.

## Semana de La Calera
Anualmente en octubre, se festeja mostrando todo su potencial en populares encuentros en la Expo Feria La Calera. Grandes artistas han participado de esta feria, a lo largo de los años, entre ellos: Luciano Pereyra, Abel Pintos, Los Caligaris, Karina, La Beriso, Los Auténticos Decadentes.

## Deportes
La Calera cuenta con el club Calera Central, que en futbol milita la categoría B de la Asociación Cordobesa de Futbol, además se practican numerosos deportes.
En la zona este de la ciudad, cercano al ingreso de la autovía E-55, se encuentra el Complejo de Deportes Icardi, de reciente construcción con varias canchas de fútbol, tenis, rugby, etcétera.
Muy cerca del mencionado predio, en las proximidades de la Plazoleta Calcita, se encuentra una cancha de básquet.
Existen además, algunos gimnasios en la ciudad.
Entre las actividades deportivas más destacadas al aire libre se encuentran el trekking, pesca, running, motocross,y ciclismo.

## Infraestructura
La ciudad en los últimos años ha experimentado un pujante desarrollo, que incluyó la formación de nuevos barrios, pavimentación de calles, e incluso de una autovía recientemente inaugurada sobre la ruta provincial E55 que la conecta con la capital provincial.
Para la primera elección del por entonces intendente, Rodrigo Ruffeil, se prometió la construcción de un nuevo puente. La gente apostó a esto pero nunca se efectivizó. Para la reelección - en 2015 - se prometió nuevamente la construcción del puente, que esta vez se empezó a llevar a cabo, pero ante la derrota electoral en las legislativas de 2017, el municipio como "castigo" para su pueblo, dejó de construirlo.

## Transporte
La Cooperativa La Calera, una de las empresas de autobuses con mayor protagonismo en el Gran Córdoba ha tenido sus orígenes en esta ciudad; Actualmente la sede administrativa se encuentra en el centro de la ciudad, mientras que las mayores instalaciones de la
empresa se encuentran en el predio Calcita, ubicado cerca de la ruta E-55.
La ciudad cuenta con un fluido tráfico hacia la ciudad de Córdoba distante a unos pocos minutos de viaje por la Autovía E-55.
Mientras que por el norte se conecta a través de Saldán, al resto de las Sierras Chicas; Y por el oeste, con el Valle de Punilla por la ruta E-55.
| Autobuses             | Autobuses                      | Autobuses                                                                 |
| Empresa               | Línea                          | Destinos                                                                  |
| --------------------- | ------------------------------ | ------------------------------------------------------------------------- |
| Cooperativa La Calera | Córdoba-La Calera por Alberdi  | Córdoba, Alberdi.                                                         |
| Cooperativa La Calera | Córdoba-La Calera por Arguello | Córdoba, Argüello.                                                        |
| Cooperativa La Calera | Córdoba-La Calera Vip          | Córdoba Expreso Vip.                                                      |
| Cooperativa La Calera | La Calera-Villa Allende A      | Villa Allende, barrio de Dumesnil.                                        |
| Cooperativa La Calera | La Calera-Villa Allende B      | Villa Allende, barrio Cuesta Colorada, Villa Warcalde, Saldán y Dumesnil. |
| Cooperativa La Calera | La Calera-Villa Allende C      | Villa Allende. Dumesnil, Saldán, Villa Warcalde, Cuesta Colorada.         |
| Cooperativa La Calera | Cinco Lomas-Bamba              | Barrio Cinco Lomas, Casa Bamba, Cantesur.                                 |
| Cooperativa La Calera | Córdoba-Cosquín por E55        | Córdoba, San Roque, Bialet Massé, Santa María, Cosquín. .                 |
| Cooperativa La Calera | Córdoba-La Falda por E55       | Córdoba, San Roque, Bialet Massé, Cosquín, Valle Hermoso, La Falda.       |

| Ferrocarril         | Ferrocarril                     |
| Línea               | Destinos                        |
| ------------------- | ------------------------------- |
| Tren metropolitano  | Córdoba                         |
| Tren de las Sierras | Córdoba, Bialet Massé, Cosquín. |

## Servicios públicos y utilidades
El agua potable proviene en gran medida desde el cercano Dique San Roque.
La energía eléctrica domiciliaria es provista por la empresa EPEC.
Numerosos barrios cuentan con conexiones de gas natural.
La telefonía es provista por Telecom.
Las emisoras de radio y televisión con cobertura en la ciudad, provienen en su mayoría de la Ciudad de Córdoba.
La televisión TDT, llega desde los transmisores ubicados en el Cerro Mogotes (cercano a Villa Carlos Paz).
La televisión de paga se recibe de forma satelital, o por cable (Cablevisión) quien también ofrece internet.
ndo

## Sismicidad
La sismicidad de la región de Córdoba es frecuente y de intensidad baja, y un silencio sísmico de terremotos medios a graves cada 30 años en áreas aleatorias. Sus últimas expresiones se produjeron:
- 22 de septiembre de 1908 (116 años), a las 17.00 UTC-3, con 6,5 Richter, escala de Mercalli VII; ubicación 30°30′0″S 64°30′0″O / -30.50000, -64.50000; profundidad: 100 km; produjo daños en Deán Funes, Cruz del Eje y Soto, provincia de Córdoba, y en el sur de las provincias de Santiago del Estero, La Rioja y Catamarca[2]

- 16 de enero de 1947 (78 años), a las 2.37 UTC-3, con una magnitud aproximadamente de 5,5 en la escala de Richter (terremoto de Córdoba de 1947)[1]

- 28 de marzo de 1955 (70 años), a las 6.20 UTC-3 con 6,9 Richter: además de la gravedad física del fenómeno se unió el desconocimiento absoluto de la población a estos eventos recurrentes (terremoto de Villa Giardino de 1955)

- 7 de septiembre de 2004 (20 años), a las 8.53 UTC-3 con 4,1 Richter

- 25 de diciembre de 2009 (15 años), a las 21.42 UTC-3 con 4,0 Richter